# Казоне (Перуђа)
Казоне је насеље у Италији у округу Перуђа, региону Умбрија.
Према процени из 2011. у насељу је живело 3 становника. Насеље се налази на надморској висини од 210 м.